# 徐毅松
徐毅松（1963年10月—），男，汉族，上海人，中华人民共和国政治人物。现任上海市人大常委会副主任，民革上海市委主委，上海市规划和自然资源局局长。